# Dave Chambers
Pour les articles homonymes, voir Chambers.
Dave Chambers (né le 7 mai 1940 à Leaside, Ontario, Canada) est un entraîneur de hockey sur glace.
Dans la Ligue nationale de hockey (LNH), il dirige brièvement les Nordiques de Québec de 1990 à 1991. Après trois victoires en 18 parties au début de la saison 1991-1992, il est congédié par les Nordiques et remplacé par Pierre Pagé.
Son bilan comme entraîneur-chef dans la LNH est de 19 victoires, 64 défaites et 15 parties nulles en saison régulière.